# Danh sách tiểu hành tinh: 26501–26600
| Tên                | Tên đầu tiên | Ngày phát hiện      | Nơi phát hiện                      | Người phát hiện       |
| ------------------ | ------------ | ------------------- | ---------------------------------- | --------------------- |
| 26501 Sachiko      | 2000 CP2     | 2 tháng 2 năm 2000  | Oizumi                             | T. Kobayashi          |
| 26502 Traviscole   | 2000 CQ5     | 2 tháng 2 năm 2000  | Socorro                            | LINEAR                |
| 26503 Avicramer    | 2000 CA9     | 2 tháng 2 năm 2000  | Socorro                            | LINEAR                |
| 26504 Brandonli    | 2000 CM17    | 2 tháng 2 năm 2000  | Socorro                            | LINEAR                |
| 26505 Olextokarev  | 2000 CX21    | 2 tháng 2 năm 2000  | Socorro                            | LINEAR                |
| 26506 -            | 2000 CO25    | 2 tháng 2 năm 2000  | Socorro                            | LINEAR                |
| 26507 Mikelin      | 2000 CC29    | 2 tháng 2 năm 2000  | Socorro                            | LINEAR                |
| 26508 Jimmylin     | 2000 CD29    | 2 tháng 2 năm 2000  | Socorro                            | LINEAR                |
| 26509 -            | 2000 CJ34    | 5 tháng 2 năm 2000  | Đài thiên văn Zvjezdarnica Višnjan | K. Korlević           |
| 26510 -            | 2000 CZ34    | 2 tháng 2 năm 2000  | Socorro                            | LINEAR                |
| 26511 -            | 2000 CB39    | 3 tháng 2 năm 2000  | Socorro                            | LINEAR                |
| 26512 -            | 2000 CL46    | 2 tháng 2 năm 2000  | Socorro                            | LINEAR                |
| 26513 Newberry     | 2000 CP47    | 2 tháng 2 năm 2000  | Socorro                            | LINEAR                |
| 26514 -            | 2000 CH48    | 2 tháng 2 năm 2000  | Socorro                            | LINEAR                |
| 26515 -            | 2000 CJ53    | 2 tháng 2 năm 2000  | Socorro                            | LINEAR                |
| 26516 -            | 2000 CW56    | 4 tháng 2 năm 2000  | Socorro                            | LINEAR                |
| 26517 -            | 2000 CG62    | 2 tháng 2 năm 2000  | Socorro                            | LINEAR                |
| 26518 Bhuiyan      | 2000 CM65    | 4 tháng 2 năm 2000  | Socorro                            | LINEAR                |
| 26519 -            | 2000 CU70    | 7 tháng 2 năm 2000  | Socorro                            | LINEAR                |
| 26520 -            | 2000 CQ75    | 6 tháng 2 năm 2000  | Socorro                            | LINEAR                |
| 26521 -            | 2000 CS76    | 10 tháng 2 năm 2000 | Đài thiên văn Zvjezdarnica Višnjan | K. Korlević           |
| 26522 Juliapoje    | 2000 CZ83    | 4 tháng 2 năm 2000  | Socorro                            | LINEAR                |
| 26523 -            | 2000 CA84    | 4 tháng 2 năm 2000  | Socorro                            | LINEAR                |
| 26524 -            | 2000 CY85    | 4 tháng 2 năm 2000  | Socorro                            | LINEAR                |
| 26525 -            | 2000 CD86    | 4 tháng 2 năm 2000  | Socorro                            | LINEAR                |
| 26526 Jookayhyun   | 2000 CP86    | 4 tháng 2 năm 2000  | Socorro                            | LINEAR                |
| 26527 Leasure      | 2000 CH87    | 4 tháng 2 năm 2000  | Socorro                            | LINEAR                |
| 26528 Genniferubin | 2000 CL92    | 6 tháng 2 năm 2000  | Socorro                            | LINEAR                |
| 26529 -            | 2000 CM94    | 8 tháng 2 năm 2000  | Socorro                            | LINEAR                |
| 26530 Lucferreira  | 2000 CY96    | 6 tháng 2 năm 2000  | Socorro                            | LINEAR                |
| 26531 -            | 2000 CP100   | 10 tháng 2 năm 2000 | Kitt Peak                          | Spacewatch            |
| 26532 Eduardoboff  | 2000 CZ102   | 6 tháng 2 năm 2000  | Socorro                            | LINEAR                |
| 26533 -            | 2000 CG108   | 5 tháng 2 năm 2000  | Catalina                           | CSS                   |
| 26534 -            | 2000 DA      | 16 tháng 2 năm 2000 | Socorro                            | LINEAR                |
| 26535 -            | 2000 DG3     | 27 tháng 2 năm 2000 | Oizumi                             | T. Kobayashi          |
| 26536 -            | 2000 DL3     | 27 tháng 2 năm 2000 | Đài thiên văn Zvjezdarnica Višnjan | K. Korlević, M. Jurić |
| 26537 Shyamalbuch  | 2000 DA5     | 28 tháng 2 năm 2000 | Socorro                            | LINEAR                |
| 26538 -            | 2000 DG7     | 29 tháng 2 năm 2000 | Oizumi                             | T. Kobayashi          |
| 26539 -            | 2000 DJ10    | 26 tháng 2 năm 2000 | Kitt Peak                          | Spacewatch            |
| 26540 -            | 2000 DF13    | 28 tháng 2 năm 2000 | Kitt Peak                          | Spacewatch            |
| 26541 -            | 2000 DV15    | 27 tháng 2 năm 2000 | Catalina                           | CSS                   |
| 26542 -            | 2000 DA27    | 29 tháng 2 năm 2000 | Socorro                            | LINEAR                |
| 26543 -            | 2000 DJ33    | 29 tháng 2 năm 2000 | Socorro                            | LINEAR                |
| 26544 Ajjarapu     | 2000 DN37    | 29 tháng 2 năm 2000 | Socorro                            | LINEAR                |
| 26545 Meganperkins | 2000 DK39    | 29 tháng 2 năm 2000 | Socorro                            | LINEAR                |
| 26546 Arulmani     | 2000 DH41    | 29 tháng 2 năm 2000 | Socorro                            | LINEAR                |
| 26547 -            | 2000 DM41    | 29 tháng 2 năm 2000 | Socorro                            | LINEAR                |
| 26548 Joykutty     | 2000 DF56    | 29 tháng 2 năm 2000 | Socorro                            | LINEAR                |
| 26549 Tankanran    | 2000 DZ57    | 29 tháng 2 năm 2000 | Socorro                            | LINEAR                |
| 26550 -            | 2000 DQ62    | 29 tháng 2 năm 2000 | Socorro                            | LINEAR                |
| 26551 Shenliangbo  | 2000 DS73    | 29 tháng 2 năm 2000 | Socorro                            | LINEAR                |
| 26552 -            | 2000 DT74    | 29 tháng 2 năm 2000 | Socorro                            | LINEAR                |
| 26553 -            | 2000 DO75    | 29 tháng 2 năm 2000 | Socorro                            | LINEAR                |
| 26554 -            | 2000 DU82    | 28 tháng 2 năm 2000 | Socorro                            | LINEAR                |
| 26555 -            | 2000 DH101   | 29 tháng 2 năm 2000 | Socorro                            | LINEAR                |
| 26556 -            | 2000 DG107   | 29 tháng 2 năm 2000 | Socorro                            | LINEAR                |
| 26557 Aakritijain  | 2000 DS107   | 28 tháng 2 năm 2000 | Socorro                            | LINEAR                |
| 26558 -            | 2000 EA12    | 4 tháng 3 năm 2000  | Socorro                            | LINEAR                |
| 26559 Chengcheng   | 2000 EX29    | 5 tháng 3 năm 2000  | Socorro                            | LINEAR                |
| 26560 -            | 2000 EQ36    | 8 tháng 3 năm 2000  | Socorro                            | LINEAR                |
| 26561 -            | 2000 EV37    | 8 tháng 3 năm 2000  | Socorro                            | LINEAR                |
| 26562 -            | 2000 EB38    | 8 tháng 3 năm 2000  | Socorro                            | LINEAR                |
| 26563 -            | 2000 EG39    | 8 tháng 3 năm 2000  | Socorro                            | LINEAR                |
| 26564 -            | 2000 EC46    | 9 tháng 3 năm 2000  | Socorro                            | LINEAR                |
| 26565 -            | 2000 EF47    | 9 tháng 3 năm 2000  | Socorro                            | LINEAR                |
| 26566 -            | 2000 EH47    | 9 tháng 3 năm 2000  | Socorro                            | LINEAR                |
| 26567 -            | 2000 EC48    | 9 tháng 3 năm 2000  | Socorro                            | LINEAR                |
| 26568 -            | 2000 ET49    | 9 tháng 3 năm 2000  | Socorro                            | LINEAR                |
| 26569 -            | 2000 EL77    | 5 tháng 3 năm 2000  | Socorro                            | LINEAR                |
| 26570 -            | 2000 EU77    | 5 tháng 3 năm 2000  | Socorro                            | LINEAR                |
| 26571 -            | 2000 EN84    | 7 tháng 3 năm 2000  | Socorro                            | LINEAR                |
| 26572 -            | 2000 EP84    | 8 tháng 3 năm 2000  | Socorro                            | LINEAR                |
| 26573 -            | 2000 EG87    | 8 tháng 3 năm 2000  | Socorro                            | LINEAR                |
| 26574 -            | 2000 ER87    | 8 tháng 3 năm 2000  | Socorro                            | LINEAR                |
| 26575 Andreapugh   | 2000 ES89    | 9 tháng 3 năm 2000  | Socorro                            | LINEAR                |
| 26576 -            | 2000 EN90    | 9 tháng 3 năm 2000  | Socorro                            | LINEAR                |
| 26577 -            | 2000 EC91    | 9 tháng 3 năm 2000  | Socorro                            | LINEAR                |
| 26578 Cellinekim   | 2000 EH92    | 9 tháng 3 năm 2000  | Socorro                            | LINEAR                |
| 26579 -            | 2000 EU96    | 10 tháng 3 năm 2000 | Socorro                            | LINEAR                |
| 26580 -            | 2000 EW97    | 12 tháng 3 năm 2000 | Socorro                            | LINEAR                |
| 26581 -            | 2000 EP107   | 8 tháng 3 năm 2000  | Socorro                            | LINEAR                |
| 26582 -            | 2000 EV107   | 8 tháng 3 năm 2000  | Socorro                            | LINEAR                |
| 26583 -            | 2000 EF109   | 8 tháng 3 năm 2000  | Haleakala                          | NEAT                  |
| 26584 -            | 2000 EF114   | 9 tháng 3 năm 2000  | Socorro                            | LINEAR                |
| 26585 -            | 2000 ED116   | 10 tháng 3 năm 2000 | Kitt Peak                          | Spacewatch            |
| 26586 Harshaw      | 2000 EF116   | 10 tháng 3 năm 2000 | Catalina                           | CSS                   |
| 26587 -            | 2000 EU125   | 11 tháng 3 năm 2000 | Anderson Mesa                      | LONEOS                |
| 26588 -            | 2000 EX128   | 11 tháng 3 năm 2000 | Anderson Mesa                      | LONEOS                |
| 26589 -            | 2000 EN133   | 11 tháng 3 năm 2000 | Socorro                            | LINEAR                |
| 26590 -            | 2000 EY136   | 12 tháng 3 năm 2000 | Socorro                            | LINEAR                |
| 26591 Robertreeves | 2000 ET141   | 2 tháng 3 năm 2000  | Catalina                           | CSS                   |
| 26592 -            | 2000 EE144   | 3 tháng 3 năm 2000  | Catalina                           | CSS                   |
| 26593 -            | 2000 EC145   | 3 tháng 3 năm 2000  | Catalina                           | CSS                   |
| 26594 -            | 2000 EF151   | 5 tháng 3 năm 2000  | Haleakala                          | NEAT                  |
| 26595 -            | 2000 EJ153   | 6 tháng 3 năm 2000  | Haleakala                          | NEAT                  |
| 26596 -            | 2000 EE171   | 5 tháng 3 năm 2000  | Socorro                            | LINEAR                |
| 26597 -            | 2000 EF171   | 5 tháng 3 năm 2000  | Socorro                            | LINEAR                |
| 26598 -            | 2000 EV171   | 5 tháng 3 năm 2000  | Socorro                            | LINEAR                |
| 26599 -            | 2000 EZ171   | 8 tháng 3 năm 2000  | Socorro                            | LINEAR                |
| 26600 -            | 2000 EX182   | 5 tháng 3 năm 2000  | Socorro                            | LINEAR                |